# オーチャード駅

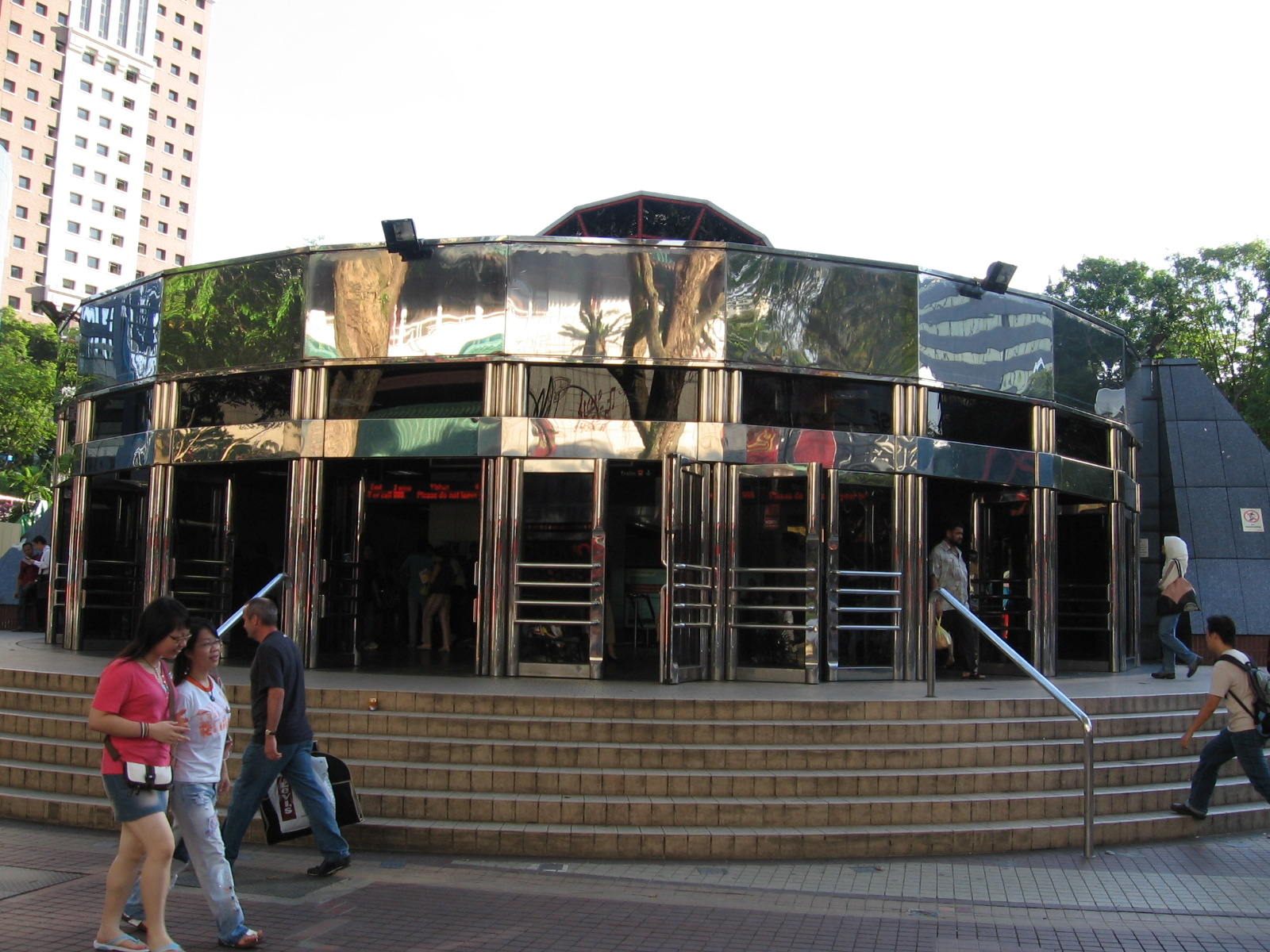
オーチャード駅の入口

オーチャード駅（オーチャードえき、Ochard Station）は、シンガポールの都市部、オーチャードにあるMRT南北線の地下駅。スクリーンドアが採用されている。シンガポールの一大商業地区に存在している。
周辺のショッピングセンターやビル、ホテルなどと地下で繋がっている。

## 駅構造
島式1面2線のホームを持つ駅。改札・コンコースは地下1階、ホームは地下2階にある。ホーム有効長は6両。
| A | ■南北線 | ジュロン・イースト方面 |
| B | ■南北線 | マリーナ・ベイ方面     |

## 駅周辺
- ION
- TANGS(シンガポール地場百貨店)
- 伊勢丹スコッツ、伊勢丹オーチャード
- 髙島屋
- DFS
- ラッキープラザ
- シンガポール・マリオット・タンプラザ・ホテル
- グランド・ハイアット・シンガポール
- グッドウッド・パーク・ホテル
- ヨーク ホテル(グッドウッド・パーク・ホテル系列)
- ロイヤルプラザオンスコッツホテル
- ファーイーストプラザ

## 歴史
- 1987年12月12日に開業